# Carga
La carga és el nom donat a diverses unitats de mesura en l'antiga Corona d'Aragó per mesurar mercaderies de tipus diferents, amb valors molt variables, divergents fins i tot de poble a poble. S'usava per mesurar cereals, àrids, vi i oli.
Mentre que era la unitat bàsica per excel·lència en els sistemes de mesura del vi i de l'oli, pel que fa als sistemes de mesura del gra i als àrids compartia el protagonisme amb el cafís, l'altra unitat bàsica dels sistemes tradicionals per mesurar aquests productes en els Països Catalans.
En tots els casos era una unitat de volum. Originalment, la carga de blat es definia com la quantitat de gra transportable per un animal de bast. La carga anava repartida en dos sacs, anomenats costals.
En el cas del gra, els àrids i el vi, sembla que sempre s'havia venut per volum i, per tant, mesurat d'aquesta forma, però en el cas de l'oli, hi ha indicis per creure que primer es venia a pes, i després es van fer equivalències al volum.

## La carga com a unitat de mesura del volum del gra i dels àrids
Així com el cafís era la mesura dominant a la part occidental del Principat i al País Valencià, la carga era la mesura dominant a la part oriental del Principat.
Segons el document G-22, l'enquesta general al Principat en la que, en compliment d'un dels acords de les Corts de Montsó celebrades el 1585, es redueixen totes les mesures de Catalunya a les mesures de Barcelona, es pot deduir que els sistemes en els quals la carga era la unitat bàsica eren els següents:  
| | Camprodon   | Olot i Vall de Bianya               | Part de les vegueries de Besalú i Girona                  | Besalú     | Part de la vegueria de Girona      | Castelló d'Empúries, Figueres i Peralada                                                                                      | Urgell i Segarra  | Urgell i Segarra                    | Urgell i Segarra                                     |
| Calaf | Camprodon   | Olot i Vall de Bianya               | Part de les vegueries de Besalú i Girona                  | Besalú     | Part de la vegueria de Girona      | Castelló d'Empúries, Figueres i Peralada                                                                                      | Tàrrega i Cervera | Vegueria de Montblanc               |                                                      |
| --- | ----------- | ----------------------------------- | --------------------------------------------------------- | ---------- | ---------------------------------- | --- | ----------------- | ----------------------------------- | ---------------------------------------------------- |
| Carga | 1 (163,658) | 1(entre 139 i 173, segons el poble) | 1                                                         | 1          | 1                                  | 1 | 1                 | 1                                   | 1                                                    |
| Mitgera | 3           | 2                                   | 2 (Banyoles 38,734) (Girona rasa 55,035 i curulla 60,597) | 2 (34,759) | 2 (entre 33 i 42, segons el poble) | 2 (Castelló d'Empúries, 30,582 i 32,395 amb torna) (Peralada, 30,988 i 32,537 amb torna) (Figueres 31,380 i 32,907 amb torna) | 2 (58,113)        | 2 (Tàrrega 94,502) (Cervera 91,967) | 2 (Montblanc 115,864) (Vallfogona de Riucorb 91,726) |
| Quartera |             | 4                                   | 4                                                         | 4          | 4                                  | 4 | 4                 | 4                                   | 4                                                    |
| Quartà |             |                                     |                                                           |            |                                    | |                   |                                     |                                                      |
| Quarteró | 12          |                                     | 32                                                        | 9          |                                    | 40 |                   |                                     |                                                      |
| Quarterola |             |                                     |                                                           |            |                                    | | 8                 | 8                                   |                                                      |
| Faneca |             |                                     |                                                           |            |                                    | |                   |                                     | 8                                                    |
| Punyera | 36          | 32                                  |                                                           |            |                                    | | 24                | 64                                  | 32                                                   |
| Partidora |             |                                     |                                                           |            | 48                                 | |                   |                                     |                                                      |
| Cóp |             |                                     |                                                           |            |                                    | |                   |                                     | 128                                                  |
| Palmada |             |                                     |                                                           |            |                                    | |                   |                                     | 512                                                  |
| Cada número d'unitats fa referència a la unitat més gran de la columna. Per exemple, en el cas de Camprodon, cada carga constava de 3 mitgeres, cada mitgera de 4 quarterons i cada quarteró de 3 punyeres. Per tant, una carga era 3 mitgeres, o 12 quarterons, o 36 punyeres. |             |                                     |                                                           |            |                                    | |                   |                                     |                                                      |

| | Barcelona  | Ripoll      | Del Vallès Occidental al Penedès, fins al Camp de Tarragona, i segurament el Bages | Osona, Montseny i el Maresme                                                             |
| --- | ---------- | ----------- | ---------------------------------------------------------------------------------- | ---------------------------------------------------------------------------------------- |
| Carga |            | 1 (139,037) | -                                                                                  | -                                                                                        |
| Quartera | 1 (69,518) | 2           | 1 (*)                                                                              | 1 (La de Vic, la més seguida, 69,438)                                                    |
| Quartà | 12 (5,793) |             | 12                                                                                 | 8 (També anomenada vuita, vuità al Montseny. A Vic no se cita aquesta mesura intermèdia) |
| Quarteró | 48 (1,448) |             | 48                                                                                 |                                                                                          |
| Mesura |            | 8           |                                                                                    |                                                                                          |
| Mesuró |            |             |                                                                                    | 24                                                                                       |
| Punyera |            | 32          |                                                                                    |                                                                                          |
| *Al camp de Tarragona i en part del Penedès, variava la capacitat poble a poble. A la resta, la quartera era igual a la carga de Barcelona, de 69,52 l |            |             |                                                                                    |                                                                                          |

|         | Arles       | Cerdanya   | Conflent                                            | Perpinyà    | Elna        | Sots-vegueria de Ribes |
| ------- | ----------- | ---------- | --------------------------------------------------- | ----------- | ----------- | ---------------------- |
| Carga   | 1 (170,833) | 1 (149,76) | 1 (169,93 a Vilafranca de Conflent, la més seguida) | 1 (169,451) | 1 (182,486) | 1 (160,761)            |
| Mesura  | 8           | 8          | 8                                                   | 9           | 9           | 12                     |
| Eimina  | -           | 24         | -                                                   | -           | -           | -                      |
| Punyera | 32          |            |                                                     | 36          | 36          | 48                     |
| Cossa   |             |            | 64                                                  | 72          | 72          |                        |

|           | Vescomtat de Castellbò | Baronia de la Portella | Berga           | Solsona    | Cardona   | Agramunt  |
| --------- | ---------------------- | ---------------------- | --------------- | ---------- | --------- | --------- |
| Carga     | 1 (160,28)             | -                      | -               | -          | -         | -         |
| Sester    | 4                      | 1 (94,62)              | 1 (82,55)       | 1 (65,170) | 1 (97,76) | 1 (48,88) |
| Eimina    | 8                      | 2 (o fusts)            | 2 (o fusts)     | 2          | 2         | -         |
| Faneca    | -                      | -                      | -               | -          | -         | 2         |
| Quartera  | 16                     | 4                      | 4               | -          | -         | -         |
| Tercerola | -                      | -                      | -               | -          | 4         | -         |
| Punyera   | 128                    | 16                     | 24 (o picotins) | 8          | 12        | 16        |

## La carga com a unitat de mesura del vi
Contràriament amb el que passava amb les mesures del gra i dels àrids, en la mesura del vi no hi havia una dicotomia semblant a la carga/cafís. La carga és la unitat básica de tots els sistemes de mesura de vi, que, això si, continuen sent molt locals i divergents.
La divisió entre els sistemes orientals i occidentals reapareix, però, en les unitats divisores de la carga, encara que cal dir que els àmbits geogràfics d'aquesta divisió no coincidien amb els de la carga/cafís.
En el cas concret del Principat, es podria parlar més d'una divisió entre la zona central  i la perifèrica. La zona perifèrica, que abastava des del Roselló interior (i en alguns punts també la costa), el conflent, bona part dels Pallars, la Noguera, la Segarra, l'Urgell, el Segrià, el Priorat amb les muntanyes de Prades i totes les terres de l'Ebre, els sistemes usats eren els de carga-càntir (o mitgera).
En canvi, en la part central del Principat, els sistemes que s'hi utilitzaven presenten força homogeneïtat pel que fa als divisors i fins i tot les capacitats, però amb una gran varietat de denominacions de les unitats, cosa que fa difícils anomenar-los. Aquí usarem el nom de "sistemes centrals".
Veguem alguns dels sistemes carga-càntir o carga-mitgera.

El sistema carga-mitgera era usat en tres zones diferents: el Conflent i el l'interior del Roselló, el Pallars i una gran part del Segrià, de les Garrigues, del Priorat i les muntanyes de Prades. El sistema carga-càntir s'usava a la resta de la zona occidental o perifèrica.
|                                 | Barcelona    | Priorat     | Muntanyes de Prades | Pallars                               | Lleida i contrada                                    | Montblanc  | Agramunt  | Codalet    |
| ------------------------------- | ------------ | ----------- | ------------------- | ------------------------------------- | ---------------------------------------------------- | ---------- | --------- | ---------- |
| Carga                           | 1 (121,4)    | 1 (165,03)  | 1 (160,76)          | -                                     | -                                                    | 1 (154,35) | 1 (119,5) | 1 (113,82) |
| Poal                            |              | 3           | 3                   | -                                     | -                                                    | -          | -         |            |
| Sester                          |              | -           | -                   | 1                                     | -                                                    | -          | -         |            |
| Barraló                         | 4 (30,35)    |             |                     |                                       |                                                      |            |           |            |
| Quarter                         | 32 (3,79375) |             |                     |                                       |                                                      |            |           |            |
| Càntir                          |              |             |                     |                                       |                                                      | 12         | 9         |            |
| Mitgera                         |              | 12 (o rova) | 12 (o rova)         | 4 (9,48 la de Talarn, la més seguida) | 1 (coneguda com a mitgera vella, 28 lliures, 10,433) |            |           | 12 (9,484) |
| Mitgera de l'Estudi*            |              |             |                     |                                       | 1 (25 lliures, 9,247)                                |            |           |            |
| Mitgera sisada*                 |              |             |                     |                                       | 1 (22 lliures, 8,18)                                 |            |           |            |
| Quarteró                        | 128 (0,948)  |             |                     |                                       |                                                      |            |           |            |
| Quartó                          |              | 48          | 48                  | 48                                    |                                                      |            |           | 36 (3,161) |
| Lliura                          |              |             |                     |                                       | 28 (0,3726)                                          |            |           |            |
| *Només usada a Ciutat de Lleida |              |             |                     |                                       |                                                      |            |           |            |

## La carga com a unitat de mesura de l'oli
L'oli pot ser mesurat en el comerç de dues formes, per pes i per volum, i aquest fet es comprova en els sistemes de mesura antics. Els sistemes de mesura també es poden dividir en orientals i occidentals, tots encapçalats per la carga com unitat màxima. Pel que fa al sistema occidental, que aniria des de l'alt Pallars fins a la Sénia, i que abasta també el Solsonès, la Segarra i la Conca de Barberà, la carga se sol dividir amb mesures que lligades a unitats de pes (quintar, rova (o arrova), càntir, lliures, etc. El sistema oriental, per contra, utilitza mesures el nom de les quals deriva de quatre: quartà, quarter, quartó, etc.
A la Cerdanya i l'Alt Urgell l'oli era venut a pes si era a l'engròs i a quartons al detall.
|            | Barcelona    | Tarragona  | Reus      | Camprodon   | Ripoll                 | Olot        | Castelló d’Empúries | Girona      | Conflent              | Perpinyà    | Arles       | Vilafranca de Conflent | Elna         | Berga      | Vic         | Granollers |
| Carga      | 1 (124,5)    |            |           | 1 (112,05)  | 1 (carga prima 103,75) | 1 (119,312) | -                   | -           | 1 (la de Vinçà 116,4) | 1 (136,431) | 1 (138,506) | 1 (146,91)             | 1 (132,8)    | 1 (115,62) | 1 (130,984) |            |
| Bóta       |              |            |           | 2 (56,025)  | 2 (51,875)             | 2 (59,656)  | 1 (52,112)          | 1 (51,356)  |                       |             |             |                        |              |            |             |            |
| Sester     |              |            |           |             |                        |             |                     |             | 2 (58,1)              |             |             |                        |              |            |             |            |
| Dorc       |              |            |           |             |                        |             |                     |             |                       | 9 (15,159)  |             |                        |              |            |             |            |
| Quintar    |              |            |           |             |                        |             |                     |             |                       |             |             | 3 (48,94)              |              |            |             |            |
| Cinquena   |              | 1 (19,777) | 1 (20,75) |             |                        |             |                     |             |                       |             |             |                        |              |            |             |            |
| Quarter    |              |            |           |             |                        |             |                     |             |                       |             |             |                        |              | 12 (9,597) | 11 (11,907) | 1 (9,726)  |
| Mesura     |              |            |           |             |                        |             |                     |             |                       | 72 (1,895)  |             |                        |              |            | 143 (0,916) |            |
| Quartà     | 30 (4,15)    | 5 (3,955)  | 5 (4,15)  |             |                        |             |                     |             |                       |             |             |                        |              |            |             |            |
| Canadell   |              |            |           |             | 10 (10,375)            |             |                     |             |                       |             |             |                        |              |            |             |            |
| Copa       |              |            |           |             |                        |             |                     | 5,5 (9,337) |                       |             |             |                        |              |            |             |            |
| Mallal     |              |            |           | 8 (14,006)  |                        | 8 (14,914)  | 4 (13,033)          |             |                       |             |             |                        |              |            |             |            |
| Olleta     |              |            |           | 144 (0,778) |                        |             |                     |             |                       |             |             |                        |              |            |             |            |
| Partidor   |              |            |           |             |                        | 240 (0,497) |                     |             |                       |             |             |                        |              |            |             |            |
| Mitgera    |              |            |           |             |                        |             |                     |             | 16 (7,262)            |             |             |                        |              |            |             |            |
| Vuitè      |              |            |           |             |                        |             |                     |             |                       |             |             |                        |              |            |             | 8 (1,216)  |
| Setzè      |              |            |           |             |                        |             |                     |             |                       |             |             |                        |              |            |             | 16 (0,608) |
| Quartó     | 120 (1,0375) |            |           |             |                        |             |                     |             | 32 (3,631)            |             | 60 (2,308)  | 44,25 (3,32)           | 12 (11,067)  |            |             | 32 (0,304) |
| Gàlzer     |              |            |           |             |                        |             |                     |             |                       |             |             |                        | 48 (2,767)   |            |             |            |
| Meitadella |              |            |           |             |                        |             | 32 (1,629)          | 88 (0,5836) |                       | 288 (0,474) |             |                        | 384 (0,3458) |            |             |            |
| Ansat      |              |            |           |             |                        |             |                     |             |                       |             |             | 177 (0,83)             |              |            |             |            |
| Vuita      |              |            |           |             |                        |             |                     |             |                       |             |             |                        |              | 96 (1,2)   |             |            |
| Quarta     | 480 (0,259)  |            |           |             | 160 (0,648)            |             |                     |             |                       |             |             |                        |              |            |             |            |

Veiem ara els sistemes occidentals, on a cops l'oli a l'engròs es venia a pes.
| | Lleida     | Vescomtat de Castellbò* | Pallars Sobirà | Pallars Jussà           | Cerdanya*   | La Seu d’Urgell* | Agramunt    | Montblanc     | Priorat†   | Horta de Sant Joan |
| Carga |            |                         |                |                         |             |                  | 1 (166,519) | 1 (168,07)    |            |                    |
| Quintar |            | 1 (41,6 kg)             |                | 1 ( la de Talarn 62,25) | 1 (41,6 kg) | 1 (41,6 kg)      | 3 (55,506)  |               |            |                    |
| Càntir | 1 (11,672) |                         |                |                         |             |                  | 12 (13,876) | 12 (14,006)   | 1 (17,637) | 1 (16,6)           |
| Rova | 1 (11,672) |                         |                |                         |             |                  |             | 12 (14,006)   |            |                    |
| Jústia |            | 1 (6,225)               |                |                         |             |                  |             |               |            |                    |
| Argençada |            |                         |                | 24 (la de Talarn 2,594) |             |                  |             |               |            |                    |
| Quartà |            |                         |                |                         |             |                  |             |               | 4 (4,409)  |                    |
| Pitxella |            |                         |                |                         |             |                  |             | 48 (3,501)    |            |                    |
| Lliura | 30 (0,389) |                         |                |                         |             |                  |             | 432 (0,389)   | 44 (0,382) | 42 (0,395)         |
| Quartó |            | 4 (1,556)               |                |                         | 1 (1,052)   | 1 (1,383)        |             | 576 (0,292)   |            |                    |
| Cós |            |                         | 1 (1,245)      |                         |             |                  |             |               |            |                    |
| Quart |            |                         |                |                         |             | 4 (0,3458)       |             |               |            |                    |
| Unça |            |                         |                |                         |             |                  |             | 5184 (0,0324) |            | 504 (0,033)        |
| *A l’engròs es venia a pes. †Les mesures són les de Torroja del Priorat o Morera de Montsant. Si s'usaven indistiment les denominacions càntir o rova, s'han apuntat les dues amb el mateix valor, com en el cas de la Ciutat de Lleida. |            |                         |                |                         |             |                  |             |               |            |                    |